# Campert op de gevel
Campert op de gevel is de omschrijving van een kunstwerk aangebracht op het gebouw Van Miereveldstraat 1 te Amsterdam Oud-Zuid.
Het kunstwerk bestaat uit de tekst van het middelste gedeelte van het gedicht Iemand stelt een vraag uit de bundel Betere tijden uit 1970 van Remco Campert. Het is afgebeeld op de zijgevel van het gebouw. De tekst begint met "Verzet begint niet met grote woorden" en eindigt met en "dan die vraag aan een ander stellen". Die laatste zin verwijst naar "Jezelf een vraag stellen, daarmee begint verzet". De tekst werd op de gevel gezet in het lettertype Corpid, ontworpen door Lucas de Groot, uitgevoerd door beeldend kunstenaar Serge Verheugen en vormgegeven door Erwin Slaats. 
Met het afbeelden van de tekst vierde uitgeverij De Bezige Bij, aldaar gevestigd, haar lange contact met Remco Campert en zijn vader Jan Campert. Van Jan Campert verscheen het verzetsgedicht Het lied der achttien doden bij genoemde uitgever, Remco Campert brengt zijn werk al sinds 1952 (Een standbeeld opwinden) bij De Bezige Bij uit. Remco Campert onthulde het kunstwerk zelf op 15 juni 2017.